# Торговля людьми в Северной Македонии
Северная Македония является страной происхождения, транзита и назначения для женщин и детей, ставших жертвами торговли людьми, в частности принудительной проституции и принудительного труда. Македонские женщины и дети продаются внутри страны. По сообщениям, в 2009 году женщины и девушки из Албании, Болгарии и Косово подвергались принудительной проституции или принудительному труду в Македонии. Македонские жертвы и жертвы, проезжающие транзитом через Македонию, подвергаются принудительной проституции или принудительному труду в Центральной и Западной Европе. Дети, в первую очередь этнические рома, подвергаются принудительному попрошайничеству со стороны родителей или других родственников. Девочек подвергали принудительному труду в македонских барах и ночных клубах. Небольшое количество македонских мужчин якобы подвергались принудительному труду в Азербайджане. Торговцы людьми продолжали работать в более скрытых частных секторах, пытаясь скрыть свою эксплуатацию жертв от правоохранительных органов.
Правительство Македонии не полностью соблюдает минимальные стандарты по искоренению торговли людьми; тем не менее, он прилагает для этого значительные усилия. Правительство продолжало укреплять свою систему борьбы с торговлей людьми и выпустило свой первый ежегодный доклад Национального докладчика по торговле людьми. Правительство не осудило виновных в торговле людьми, выявило меньшее количество официальных жертв торговли людьми и не предоставило финансирование неправительственным организациям для ухода и помощи жертвам торговли людьми из других стран и внутри Македонии. Правительство не привлекало к ответственности должностных лиц за преступления, связанные с торговлей людьми, но предприняло значительные шаги в борьбе с коррупцией, связанной с торговлей людьми. Управление Государственного департамента США по мониторингу и борьбе с торговлей людьми поместило страну в «Уровень 2» в 2017 году.
.

## Обвинения
Правительство Северной Македонии добилось ограниченного прогресса в своих правоохранительных мерах по борьбе с торговлей людьми в течение отчетного периода. Правительство запрещает торговлю людьми с целью сексуальной эксплуатации и трудоустройства посредством статей 418 (a) и (d) Уголовного кодекса 2004 года. В 2009 году правительство арестовало 18 подозреваемых в преступлениях, связанных с торговлей людьми, и начало расследования семи дел о торговле людьми, пять из которых продолжаются. В двух других случаях прокурор предъявил обвинение и начал судебное преследование в 2009 году. В течение отчетного периода власти не осудили ни одного преступника, связанного с торговлей людьми. В сентябре 2009 года правительство приняло поправки к своему уголовному кодексу, которые требуют минимального наказания в виде восьми лет тюремного заключения для любого государственного должностного лица, признанного виновным в преступлении торговли людьми, совершенном при исполнении служебных обязанностей. Власти расследовали и преследовали в судебном порядке коррупцию в определенных секторах правоохранительных органов, что затрудняло усилия по борьбе с торговлей людьми и контрабандой в течение отчетного периода. Власти сообщили о доказательствах того, что сотрудники иммиграционной службы подделывали документы о резидентстве потенциальных жертв торговли людьми в 2009 году. В течение отчетного периода власти не привлекали к ответственности и не осуждали каких-либо должностных лиц за соучастие в торговле людьми; тем не менее, он признал 60 сотрудников пограничной полиции виновными в вымогательстве взяток и, по отдельному делу, признал виновным одного должностного лица в незаконном ввозе мигрантов в 2009 году.

## Защита
Правительство Северной Македонии не продемонстрировало достаточного прогресса в защите жертв торговли людьми в 2009 году. Процедуры идентификации жертв в Македонии требуют, чтобы лица, ответственные за реагирование первой линии, свободно определяли людей, таких как нелегальные мигранты и иностранные женщины и девушки, занимающиеся проституцией, в качестве потенциальных жертв, пока они не станут официально проверено обученным органом по борьбе с торговлей людьми. Из 157 потенциальных жертв торговли людьми, выявленных властями в 2009 году, семь были подтверждены как жертвы торговли людьми; все были детьми. В 2008 году было идентифицировано 18 жертв. При содействии МОМ правительство организовало серию тренингов для 280 оперативных служб по активной идентификации жертв. Эти тренинги финансировались за счет государственных средств на подготовку к вступлению в ЕС, предназначенных для борьбы с торговлей людьми. Кроме того, совместно с ОБСЕ правительство обучило всех инспекторов труда страны активному выявлению жертв в сфере труда. Закон Македонии освобождает жертв от уголовного преследования за противоправные действия, совершенные непосредственно в результате торговли людьми. Хотя стандартные рабочие процедуры правительства требуют применения мультидисциплинарного подхода к выявлению жертв, НПО и международные организации должны более систематически включаться в этот процесс. Правительство продолжало финансировать и управлять транзитным центром для иностранных мигрантов и жертв торговли людьми с помощью местной НПО, которая специализируется на реабилитации жертв, особенно детей. Правительство оказало помощь в натуральной форме НПО, оказывающей помощь иностранным жертвам в этом центре. Всем потенциальным жертвам предлагается двухмесячный период размышлений, в течение которого им предлагаются услуги по оказанию помощи жертвам, независимо от того, хотят ли они давать показания в пользу государства. В любое время в течение периода размышлений, если они решат сотрудничать с властями в расследовании преступления, может быть предоставлен дополнительный шестимесячный вид на жительство. Как иностранец, не имеющий документов, до тех пор, пока жертва торговли людьми из-за рубежа не получит статуса законного резидента, его или ее передвижение ограничено пределами приюта. В течение отчетного периода одна иностранная жертва находилась в транзитном центре на период размышлений. На сегодняшний день ни одна жертва-иностранец не запросила шестимесячный вид на жительство.
Крупнейшая македонская неправительственная организация, обеспечивающая защиту и помощь жертвам торговли людьми внутри страны, продолжала полагаться в первую очередь на международных доноров, которые оказывали жертвам как немедленные, так и долгосрочные комплексные услуги по их реабилитации и реинтеграции. Жертвы также получили реинтеграционную поддержку от 30 центров социального обеспечения Македонии, расположенных по всей стране. Правительство предоставило значительные средства этим центрам, которые не ориентированы исключительно на помощь жертвам торговли людьми и, по мнению НПО, не имеют возможности полностью удовлетворить сложные и всесторонние потребности жертв торговли людьми внутри страны. В 2009 году эти центры оказали помощь семи жертвам торговли людьми, столько же - в 2008 году. Осознавая эту проблему, правительство занимается ремонтом домашнего приюта, в котором будут размещаться домашние жертвы торговли людьми. В 2009 году Министерству труда и социальной политики удалось получить из государственного бюджета финансирование для работы приюта для дома.
Несмотря на то, что правительство разработало закон, гарантирующий, что жертвы торговли людьми внутри страны получают бесплатную медицинскую помощь, невыполнение этого положения привело к тому, что в 2009 году НПО оплатила неотложную медицинскую помощь некоторым жертвам. В течение отчетного периода государство взяло на себя полную финансовую ответственность за Национальное управление механизма перенаправления, координирующий орган, ответственный за мониторинг идентификации жертв, направления, помощи и юридических процессов. Закон Македонии предусматривает правовые альтернативы высылке жертв-иностранцев в страны, где они могут столкнуться с возмездием или трудностями, в течение как двухмесячного периода размышлений, так и шестимесячного вида на жительство. Правительство поощряло жертв участвовать в судебном преследовании их торговцев людьми; он сообщил, что три жертвы дали свидетельские показания в судах, а трое оказали помощь в проведении расследований правоохранительными органами в 2009 году. Как сообщается, одна из причин, по которой жертвы не сообщают о своих торговцах, заключается в том, что торговцы людьми говорят жертвам, что они связаны с полицией.

## Профилактика
Правительство Северной Македонии добилось прогресса в своих усилиях по предотвращению торговли людьми. В январе 2010 года недавно назначенный правительством Национальный докладчик опубликовал первый годовой отчет Македонии о торговле людьми, который также охватывал незаконный ввоз мигрантов. Отчет был представлен заинтересованным сторонам, международному сообществу и НПО для комментариев, но окончательный продукт не содержал всесторонней оценки усилий по борьбе с торговлей людьми в Македонии и содержал беглые рекомендации по улучшению. Правительство продолжало полагаться на НПО и международные организации, которые помогали им в проведении многих своих программ по предотвращению торговли людьми; он наладил партнерские отношения с НПО для распространения общих листовок по борьбе с торговлей людьми в определенных местах и школах в течение 2009 года. Он также перевел кампанию МОМ «Покупай ответственно» и в ноябре 2009 года начал транслировать ее по государственному телевидению в рамках кампании по целевому спросу клиентов на продукты. потенциально в результате торговли людьми. Правительство продолжило семинары в Университете Скопье и сотрудничало с другой НПО в проведении серии семинаров, направленных на удовлетворение запросов клиентов жертв торговли людьми в целях сексуальной эксплуатации. Он также предоставил 1000 долларов НПО на проведение лекций по предотвращению торговли людьми для молодежи по всей стране в 2009 году. В сентябре 2009 года правительство официально приняло Национальный план действий по борьбе с торговлей людьми на 2009–2012 годы и впервые заложило в бюджет конкретное финансирование для реализации плана. 